# جوش ويلكوكس
جوش ويلكوكس (بالإنجليزية: Josh Wilcox)‏ هو لاعب كرة قدم أمريكية أمريكي، ولد في 5 يونيو 1974 في يوجين في الولايات المتحدة.

## وصلات خارجية
- جوش ويلكوكس على موقع مرجع كرة القدم المحترفة.كوم (الإنجليزية)
- جوش ويلكوكس على موقع JustSportsStats.com (الإنجليزية)
- جوش ويلكوكس على موقع كلية كرة القدم في سبورتس رفرنس.كوم (الإنجليزية)
- جوش ويلكوكس على موقع CageMatch worker (الإنجليزية)